# 풍자 (유튜버)
풍자(본명: 윤태웅, 이명: 윤보미, 1988년 1월 22일 ~ )는 대한민국의 트랜스여성 유튜버, 방송인이다.

## 방송 출연
- 스튜디오 와플 《바퀴 달린 입》(2022년)
- 스튜디오 수제 《또간집》(2022년)
- 채널A 《오은영의 금쪽 상담소》 (2022년)
- KBS2 《빼고파》(2022년)
- SBS 《신발벗고 돌싱포맨》 (2022년)
- 스튜디오 와플 《바퀴 달린 입2》(2022년)
- 스튜디오 와플 《바퀴 달린 입3》(2022년)
- 채널 S•K- star 《나대지마 심장아》(2022년)
- JTBC 《히든싱어 7》 (2022년)
- 家보자고풍하우스 《家보자고풍하우스》(2022년)
- IHQ  《돈쭐내러 왔습니다》(2022년)
- tvN 《한도초과》 (2022년)
- MBC 《혓바닥 종합격투기 세치혀》 (2022년) - 우승
- 유튜브 《라면꼰대 시즌3》(2022년)
- tvN 《놀라운 토요일》 (2023년)
- MBC 《미스터리 음악쇼 복면가왕》 (2023년)
- SBS 《미운 우리 새끼》 (2023년)
- MBC 《전지적 참견 시점》 (2023년)
- KBS2 《노머니 노아트》(2023년)
- MBC 《황금어장 라디오스타》(2023년)
- tvN 《놀라운 토요일》 (2023)
- MBC 에브리원 《성지순례》(2023)
- SBS 《덩치 서바이벌-먹찌빠》 (2024)
- JTBC 《아는형님》 (2024년)
- 유튜브 《집대성》 (2025년)
- KBS2 《내편하자》(2025년)

## 수상 목록
- 2023년 MBC 방송연예대상 여자 신인상
- 2024년 SBS 연예대상 베스트 케미상

## 경력
- 풍자테레비 대표[2]
- 우프우프 대표[3]
- 주식회사 풍자테레비 대표[1]